# Kerkhove-Kouter
De archeologische site Kerkhove-Kouter ligt op de linkeroever van de Schelde, op de kouterrug tussen de dorpskernen Waarmaarde en Kerkhove in de Belgische gemeente Avelgem (West-Vlaanderen). Tijdens opgravingscampagnes lopende van 1974 tot in 2000 werden er archeologische sporen en objecten ontdekt uit het mesolithicum, neolithicum en de metaaltijden, een baanpost uit de Gallo-Romeinse periode, een Laat-Romeins/Germaans graf, een Merovingische nederzetting met graven, en Karolingische en overige Middeleeuwse vondsten.

## Ligging
De site situeert zich op de linkeroever van de Bovenschelde tussen de steden Doornik en Oudenaarde, op het grondgebied van de Avelgemse deelgemeente Kerkhove. Daar ligt ze op een kouter, een hoger gelegen strook (TAW 18m) met dezelfde oriëntatie van de Schelde. Tussen deze kouter en de Schelde ligt een strook lager gelegen meersen (TAW 12m). Tussen deze meersen en de kouter loopt parallel de Rijtgracht met daarnaast de buurtweg Kapelleweg. Aan de andere kant van de kouter wordt deze geflankeerd door de Oudenaardsesteenweg (N8).

## Ontdekking
Reeds in 1610 vermeldt de 17de-eeuwse Kronijcke van Oudenaarde een grote Romeinse muntschat van 1800 zilveren munten op de site. De locatie ervan wordt er omschreven als "tuschen Kerkhove ende Maerwaerde", dus op, of in de onmiddellijke omgeving, van de Romeinse baanpost. Drie eeuwen later, in het kader van de rechttrekking van de Schelde en de aanleg van een sluis in de jaren 1920, werden waarnemingen uitgevoerd door Juliaan Claerhout, een belangrijke pionier in de West-Vlaamse archeologie. In 1913 registreerde hij reeds Romeinse oppervlaktevondsten en stenen structuren ter hoogte van de kouter Kerkhove-Waarmaarde en omgeving. Verder trof hij prehistorische vondsten, waaronder een bronzen speerpunt, en vondsten van Romeinse bouwmaterialen op de landbouwgronden ten noordoosten van de kerk van Waarmaarde aan.
Gelijkaardige oppervlaktewaarnemingen van concentraties Romeins bouwpuin uitgevoerd door Marc Rogge lagen in 1974 aan de basis van het vooronderzoek en de noodopgravingen onder toezicht van de Vereniging voor Oudheidkundig Bodemonderzoek in West-Vlaanderen (V.O.B.o.W.) doordat putbatterijen van een grondwaterwinning van de Nationale Maatschappij der Waterleidingen (N.M.W.L.) uitgegraven moesten worden.

## Opgravingsgeschiedenis
Vanaf 1974 is de V.O.B.o.W., eerst onder leiding van Mark Rogge en later van Suzanne DeCock, overgegaan tot systematische en grootschalige opgravingen dankzij de welwillendheid van de Vlaamse Maatschappij voor Watervoorziening (V.M.W.), met financiële steun van de Provincie West-Vlaanderen en logistieke steun, aanvankelijk van de gemeente Kerkhove en na de fusies van de gemeente Avelgem. Het betreft een gebied van ongeveer 5 hectare. Bij deze opgravingen zijn steeds geïnteresseerde archeologische "vrijwilligers", zoals middelbare scholieren, universiteitsstudenten en enthousiaste volwassenen, actief betrokken geweest. Via tewerkstellingsprojecten van de Rijksdienst voor Arbeidsvoorziening (R.V.A.) en van de Vlaamse Dienst voor Arbeidsbemiddeling (V.D.A.B.) werden mensen ingeschakeld zowel voor het veldwerk als bij de verwerking van de resultaten. De opgravingen vinden seizoenaal plaats, soms worden er meerdere campagnes per jaar georganiseerd.
Door het Onderzoeksfonds van de KU Leuven en de Kulak (1981-1984) werd in samenwerking met V.O.B.o.W. "het archeologisch-geomorfologisch onderzoek van de Romeinse administratief-logistieke inplanting van Kerkhove" onder leiding van prof. dr. André Van Doorselaer en via de intensieve Landesaufnahme (=landsurvey of archeologische prospectie) van Marc Rogge gestimuleerd en uitgebreid over de omliggende rijke landbouwregio, namelijk de (Zand)leemstreek van Zuid-West- en Oost-Vlaanderen. In de literaruur werd de archeologische site aanvankelijk louter als 'Kerkhove' omschreven en verder gesitueerd als liggende Ten Hove. Later om het te onderscheiden van andere archeologische vindsplaatsen wordt ook vaak Waarmaardse kouter gebruikt. Maar daar deze laatste benaming verwarring geeft met het grondgebied waaroopde site ligt (=Kerkhove), blijkt uiteindelijk Kerkhove-Kouter de meest correcte keuze.

## Overzicht archeologische site

Overzichtsplan van de site. In verschillende kleuren zijn de verschillende bewoningsfases aangeduid van de steentijden tot de Merovingische periode.

## Chronologie

### Mesolithicum (ca. 8000 - 4500 v. Chr.)
Tijdens de opgravingen werden prehistorische vondsten aangetroffen waaruit bleek dat de hogergelegen kouter een uitstekende vestigingsplaats was voor de mens. De oudste sporen gaan vermoedelijk terug tot het mesolithicum. De prehistorische vondsten bevinden zich echter wel in een fel verstoorde context. Hierdoor blijft de determinatie van de oudste bewoningsfase op de site echter wel problematisch. De weinige microlieten, de relatief talrijke, onregelmatige microklingen en kerfresten aangetroffen op de site, werden gevonden in archeologische lagen en sporen die eigenlijk een jongere datum worden toegekend dan het mesolithicum. Dit doet de vraag rijzen of deze artefacten staan voor mesolithische aanwezigheid op de site, of slechts wijzen op het voortleven van en mesolithische traditie tijdens het neolithicum.

### Neolithicum (ca. 4500 - 1800 v. Chr.)

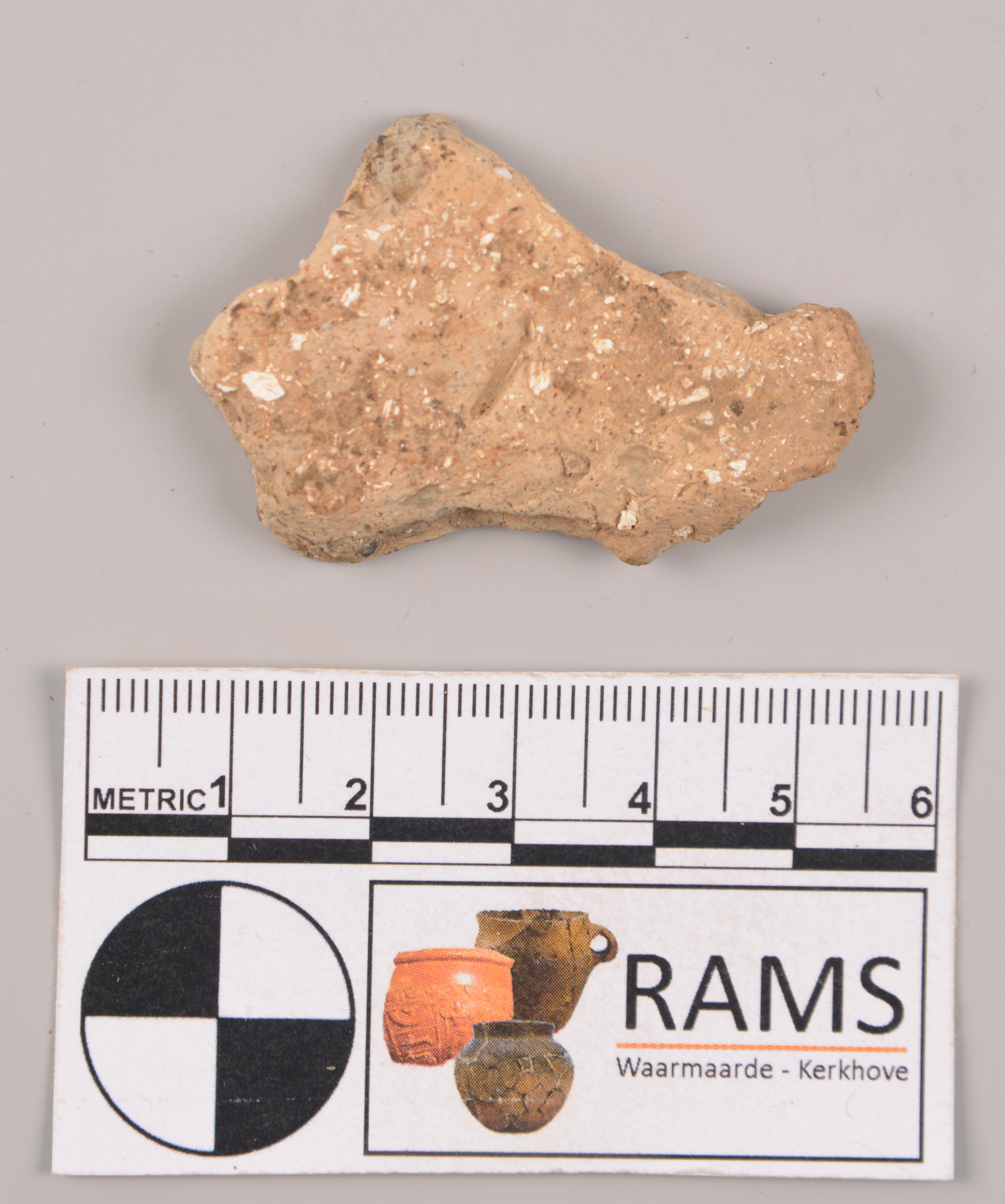
Neolithisch aardewerk met verbrande beenderverschraling (RAMS01506)

In het neolithicum gaat de mens over van een jager-verzamelaarsbestaan naar landbouwer en veeteler. Men gaat zelf zijn voedsel produceren en steeds meer een sedentaire levenswijze aannemen in nederzettingen. Daar gaan dan ook geleidelijk meerdere ambachtelijke activiteiten ontstaan zoals o.m. het pottenbakken. Dit aardewerk was nodig om in te koken of het geproduceerde voedsel in op te slaan. Op de site Kerkhove-Kouter zijn er bewijzen gevonden van deze vroegste aardewerkproductie in deze regio (voorbeelden RAMS01506 & RAMS01507), namelijk fragmenten van vaatwerk met onder meer verbrande beenderverschraling aangetroffen in een kuil. Deze scherven kunnen dus gelinkt worden aan het vroegste gebruik van aardewerk in deze contreien en werpen een licht op de introductie

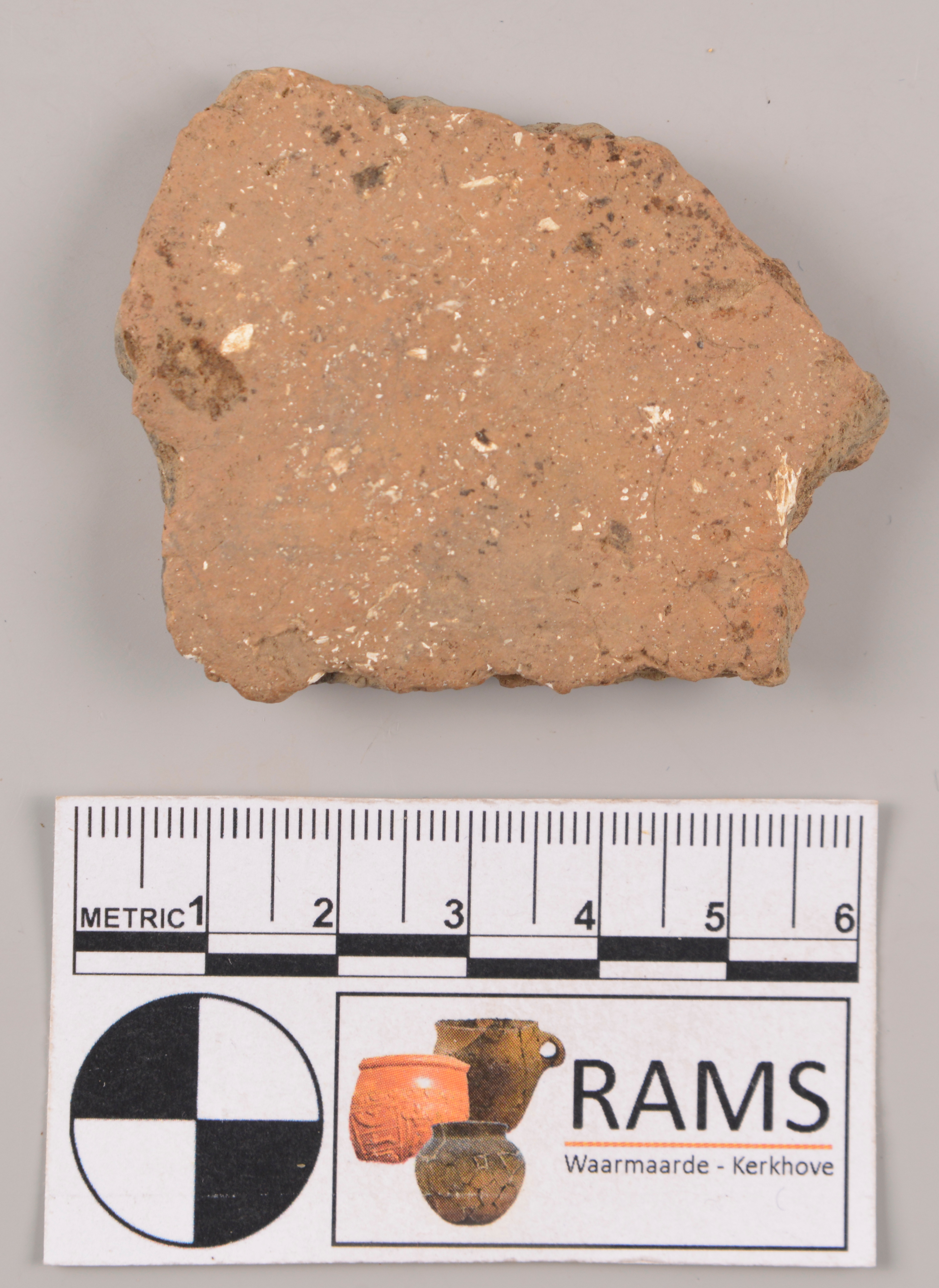
Neolithisch aardewerk met verbrande beenderverschraling (RAMS01507)

Voor het vroeg-neolithicum zijn we te Kerkhove-Kouter aangewezen op geïsoleerde, schaarse gegevens. Er werd lithisch materiaal gevonden in een kuil en ook nog een afgedrukte kling. Deze vertonen sterke parallellen met de Groupe de Blicquy, een groep prehistorische mensen. Het verwantschap hiermee werd tot nog toe niet bewezen, maar indien correct, krijgt deze vindplaats een uitzonderlijk belang toegekend. Deze zou dan doorgaan als één van oudste Bandkeramische sites in Vlaanderen, en mogelijk zelfs de meest (noord-)westelijke uitbreiding van deze Groupe de Blicquy. Daarnaast zou dit op zijn beurt een uitbreiding van het vroeg-neolithicum in de richting van de zandleemgronden impliceren, daar waar deze cultuur vooral in verband wordt gebracht met de vruchtbare leemstreek van Midden-België. Het is echter niet zeker of er hier onder het lithisch materiaal ook zo'n vroege elementen aanwezig zijn. De aangetroffen vondsten zijn vormtypologisch niet indicatief genoeg om ze beslist als vroeg-neolithicum te classificeren. Ook moet in rekening gehouden worden dat te Kerkhove-Kouter de Neolithische vondsten geïsoleerd in kuilen en grachten aangetroffen werden, onvoldoende om een effectieve, volwaardige vroeg-neolithische nederzetting op de site te identificeren. Het gros van dit te Kerkhove-Kouter gevonden litisch materiaal moet nog verder gesitueerd worden in de ruime chronologische context, gaande van het vroeg-, midden- tot het laat-neolithicum en/of de vroege bronstijd. Dit omwille van de vermenging van de vondsten en de nog steeds beperkte kennis van het laat-neolithisch en bronstijdsteenmateriaal.
Een deel van het materiaal opgegraven in de kuilen en grachten kan wel met zekerheid tot het midden-neolithicum gerekend worden, meer specifiek bij de Michelsbergcultuur. De aanwezigheid van een dergelijke bewoningsfase wordt in het bijzonder aangetoond door typisch silexverschraald aardewerk (voorbeelden RAMS01506 & RAMS01507).

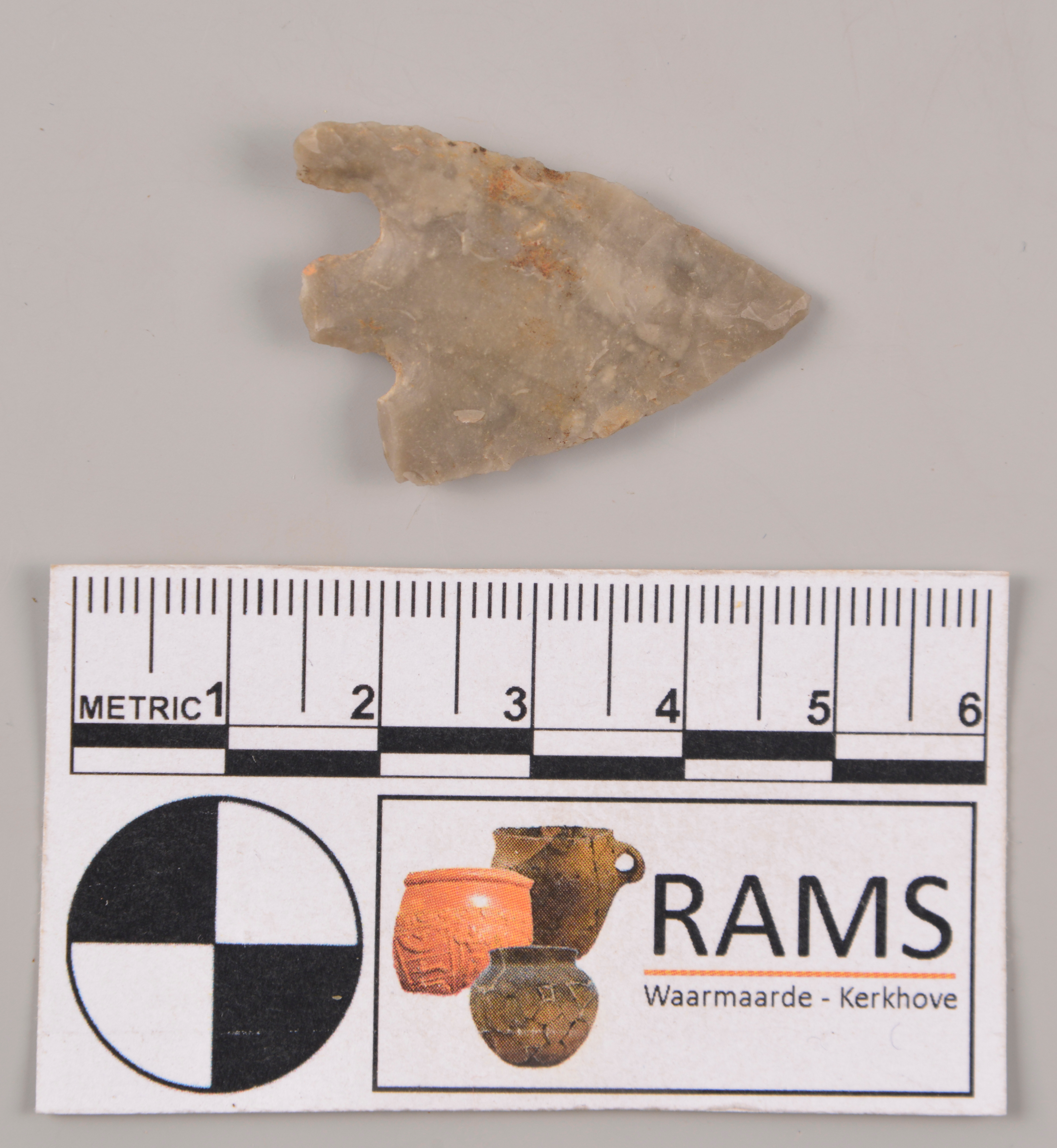
Prehistorische gesteelde en gevleugelde pijlpunt (RAMS01486)

Daarnaast werden een drietal afslagbijlen gevonden, wat typisch is voor het midden-neolithicum. De aangetroffen gepolijste bijlen kunnen allemaal of deels bij deze periode aansluiten. Wat de pijlbewapening betreft kunnen de transversale en driehoekige exemplaren waarschijnlijk tot het midden-neolithicum gerekend worden. Ook het bladvormig en het gesteeld type doen hun intrede maar blijven tijdens deze periode nog op de achtergrond. Deze behoren waarschijnlijk tot een jongere periode.
Samen met een aantal andere sites (te Bevere, Kruishoutem en Schorisse) bevestigde deze vindplaats dat het moerassig gebied van de Schelde en haar zijrivieren in Vlaanderen tijdens het neolithicum vrij dicht bevolkt was. Deze site vormt daarenboven een treffende aanwijzing van de voorkeur bij de prehistorische mens om te verblijven op droge ruggen gelegen nabij een rivier. De aangrenzende alluviale vlakte evenals de Schelde moeten een begeerd jachtterrein geweest zijn, waar kleinwild en allerlei waterdieren in overvloed aanwezig waren.
De aanwezigheid van de Michelsbergcultuur in de Scheldevallei en in breder opzicht in Vlaanderen wijzigt ook onze visie op het neolithicum. Voorheen leek het of deze cultuur zich in grote trekken geografisch beperkte tot Midden-België, nu kunnen we het leefgebied van deze cultuur westelijk uitbreiden.
Met betrekking tot de verspreiding van het laat-neolithicum en de vroege bronstijd zorgt Kerkhove-Kouter voor een scherpere aflijning van de cultuurgroep van het Scheldebekken. Een bodemfragment van een met vingertopindrukken versierde pot (RAMS00417) betreft het meest prominent opgegraven aardewerk uit dit laat-neolithicum en/of vroege bronstijd. Gesteelde en/of gevleugelde pijlpunten (voorbeelden RAMS01486 & RAMS01489), evenals de bladvormige, sluiten hier chronologisch bij aan.

### Bronstijd

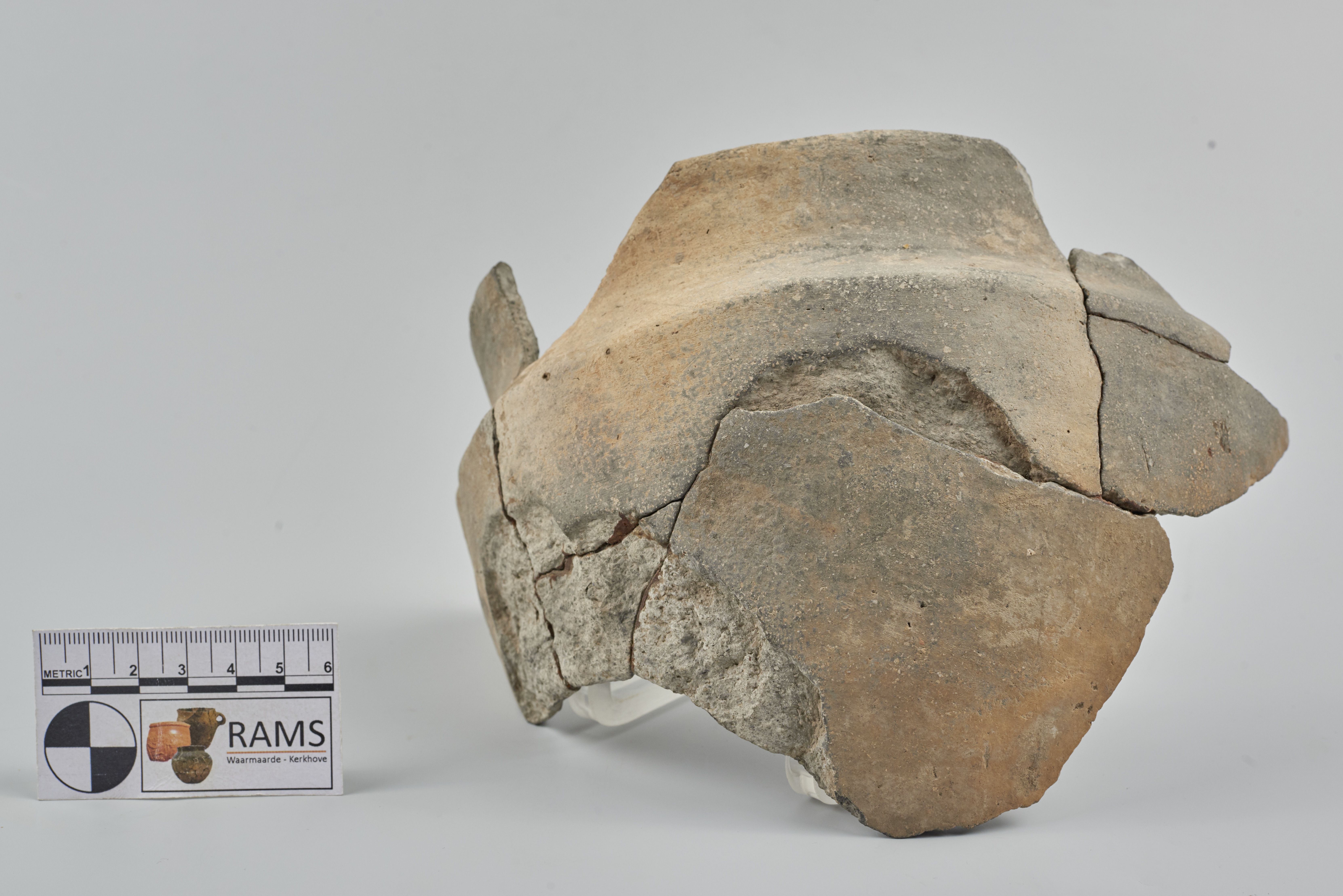
Rand- en wandfragment van een kookpot uit de IJzertijd (RAMS01446).

Uit de bronstijd kan verwezen worden naar een speerpunt gevonden in 1920 tijdens werken aan de sluis op de Schelde vlak bij de site Kerkhove-Kouter. Daarnaast kan de bronzen lanspunt gerecupereerd in 1920 ter hoogte van de Scheldesluizen gedateerd worden in de late bronstijd.

### IJzertijd
Een kleine houtbouw (10,5 m x 7 m) kan door middel van het geassocieerde aardewerk in de IJzertijd gesitueerd worden. Een voorbeeld van aardewerk uit de IJzertijd gevonden op de site betreft deze van een kookpot (RAMS01446). In 2002 werd er ook Gallisch muntje van de Gallische stam de Remi in een Romeinse context aangetroffen. Deze diende niet in het lopend muntgebruik. Munten in het Menapische gebied hadden een eerder geringe betekenis en hadden een eerder ondergeschikte rol. Ze hadden een vrij onbelangrijke financieel-economische rol in deze regio.

### Gallo-Romeinse periode

#### De Romeinse nederzetting en zijn vondsten
In de Gallo-Romeinse periode, rond het midden van de eerste eeuw na Chr., werd op de site een imposant administratief-logistiek centrum ingepland, namelijk een baanpost (mansio), van ca. 4 hectare groot. Dit bevond zich in de directe nabijheid van een kruispunt van de Schelde als waterweg met een landweg, namelijk een weg richting de kust enerzijds en verbinding makend anderzijds via Blicquy (prov. Henegouwen) met de West-Oostverkeersader, de weg Boulogne (Fr) - Bavay (Fr) - Keulen (Du). De Schelde vormde in de Romeinse tijd een administratieve grens tussen de Civitas Menapiorum (hoofdplaats Cassel, het antieke Castellum Menapiorum) en de Civitas Nerviorum (hoofdplaats Bavay). De baanpost lag dus op de grens van beide Civitas. Deze baanpost diende onder meer als inzamel- en verdeelcentrum van graan, wat de opbrengst was van landbouwactiviteiten in de regio. Archeologische prospectie liet toe op de vruchtbare zandleemruggen van de Scheldevallei een zestigtal villae (georganiseerde landbouwondernemingen) te lokaliseren. Twee ervan in de nabijheid van Kerkhove-Kouter, namelijk Heestert (gem. Zwevegem) en Tiegem (gem. Anzegem), werden met succes opgegraven. Het zijn bewijzen van de intense landbouwactiviteiten, waarvan de opbrengst van de graanteelt werd ingezameld en verdeeld op de site van Kerkhove-Kouter. Daarnaast had de site mogelijk ook een fiscale functie, namelijk als inzamelcentrum van de jaarlijkse belastingen, de annonae. De ingezamelde graanproducten uit de regio werden via de Schelde en landwegen verspreid naar de afzetgebieden. Een van de eindbestemmingen waren de legerkampen aan de Rijn, de Limes, wat de noordelijke grens van het Romeinse Keizerrijk was. Op die manier functioneerde het zuiden van West-Vlaanderen als bevoorradingsgebied en hinterland van de grensverdediging van het Romeinse Keizerrijk door graan te voorzien voor het Romeinse leger.
Drie soorten gebouwen werden aangetroffen op de site Kerkhove-Kouter: de administratieve gebouwen (mogelijk met woonruimte), allen van het Mediterraanse bouwtype met centrale binnenkoer, horrea of graanstapel- of graanopslagplaatsen en gebouw(en) met verwarmde (hypocaustum) ruimte(s), mogelijk te identificeren als badgebouw. De site is naar Romeins gebruik symmetrisch uitgebouwd. De vroegste gebouwen werden rond het midden van de eerste eeuw in hout opgetrokken. In de tweede eeuw werden ze mede door invloed van de romanisering door steenbouwconstructies vervangen, die nog voor het einde van die eeuw werden vernield bij de invallen van de Chauci. Vernielingssporen in de vorm van brand- en puinlagen werden aangetroffen uit deze periode. Men herbouwde op dezelfde locaties van de voorgaande gebouwen een nieuwe nederzetting met dezelfde oriëntatie en inplanting. Het complex werd ook voorzien van een diepe omheiningsgracht met houten palissade. Horrea waren gelokaliseerd in de buurt van een zwaaikom dat mogelijk aan de zomerbedding van de Schelde lag, voorzien van een aanlegsteiger. Verder zijn er sporen van pre-villa-bewoning geïdentificeerd.
In de benedenzone van de site, aan de rand van het Scheldealluvium, werd een komvormige structuur uit de eerste eeuw na Chr. aangetroffen. Deze wordt geïnterpreteerd als haveninstallatie. De maximale diameter van de kom bedroeg 19 meter, en had een onregelmatige ovale vorm. Heel wat aardewerk werd aangetroffen in deze kom. Uit de analyse van dit materiaal bleek dat de aanleg ervan te situeren viel in de periode van de houtbouwfase. Het afdekkingspakket van de kom is echter in verband te brengen met de eerste steenbouwfase. Bij het onderzoek naar deze installatie kwamen belangrijke gegevens voor de reconstructie en evolutie van het landschap op en rond de Scheldevallei naar boven door natuurwetenschappelijk onderzoek van verschillende archeologische lagen op de site. Deze gegevens werden aangevuld met een onderzoek van boringen in de omgeving. In de bovenvermelde zwaaikom werden o.m. macroresten van graangewassen gevonden, namelijk tarwe, spelt, gerst en haver. Tarwe vormde de grote meerderheid van de graangewassen, namelijk iets meer dan 70%. Hieruit werd besloten om het complex te interpreteren als opslagplaats van graan. In andere gelijktijdige sites werd meer haver en gerst, en dus minder broodtarwe aangetroffen. De granen werden in verkoolde staat aangetroffen en geen kafresten werden teruggevonden, dus het gaat waarschijnlijk om resten van reeds bewerkt (en waarschijnlijk elders geproduceerd) graan. Daarnaast werden stukken bewerkt hout gevonden in deze komvormige structuur daterend uit de tweede helft van de eerste eeuw na Chr. en mogelijk het begin van de tweede eeuw na Chr. Het hout van de meeste stukken (16) is afkomstig van Pomoideae. De rest van de stukken zijn zeer waarschijnlijk ook inheemse houtsoorten met uitzondering van één fragment uit Abies, een typische bergboom.
Tot de eerste steenbouwfase behoorde in de bovenzone ook een houten waterput (ca. 1,8 × 1,8 m), aangelegd in een cirkelvormige werkput van ca. 5 m doorsnede en bestaande uit een vierkanten houten schacht. Op de hoeken en halverwege elke zijde bevonden zich verticaal geplaatste balken. De vulling bevatte veel aardewerk, waaronder terra sigilata, talrijke dierenbeenderen en resten van zeevruchten (oesters, mossels, karakollen). Op het einde van de tweede of begin van de derde eeuw na Chr. werd de put buiten gebruik gesteld en dichtgegooid met o.m. puin van de gesloopte constructies uit de eerste steenbouwfase.

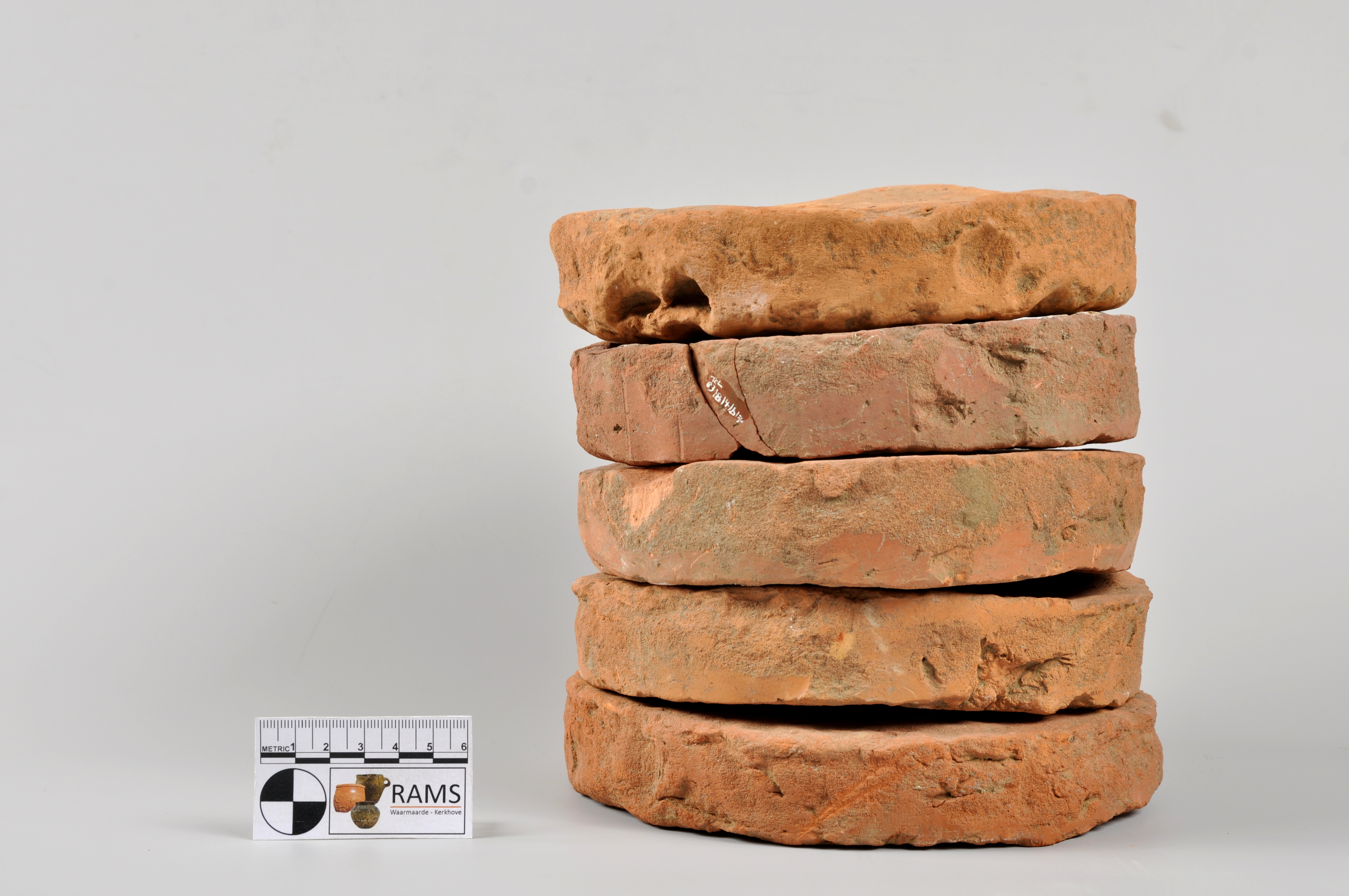
Voorbeeld van vijf op elkaar gestapelde ronde hypocaustum funderingstegels (waaronder RAMS01125 afkomstig van de site Kerkhove-Kouter). Deze zorgden voor de stevigheid van de onderkeldering.

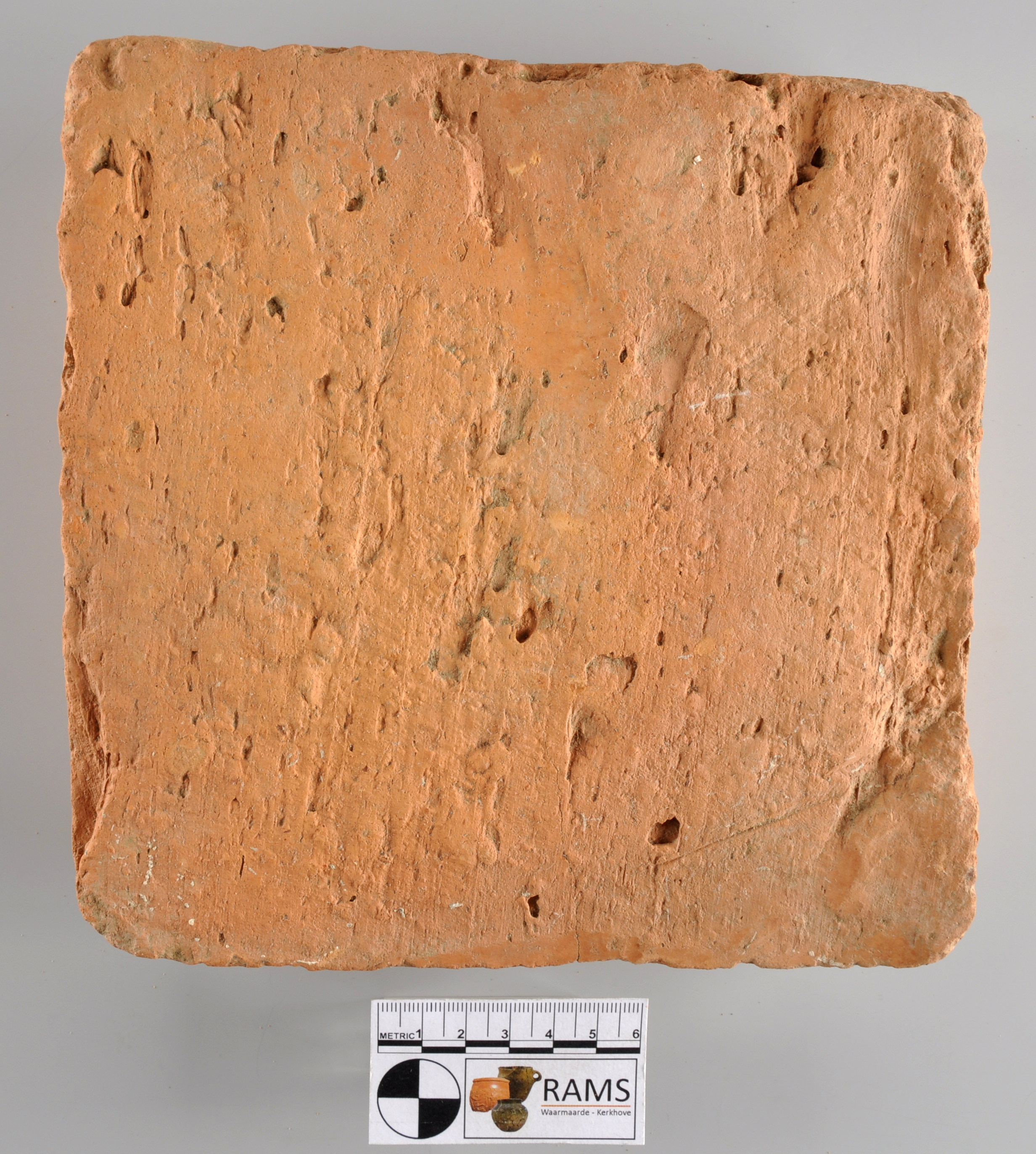
Voorbeeld van een vierkante hypocaustum funderingstegel opgegraven te Kerkhove-Kouter (RAMS01140).

Van dit type waterput zijn in de noordwestelijke provincies van het Romeinse Rijk en in het vrije Germanië heel wat voorbeelden bekend. Dit type leeft bovendien door tot in de vroege middeleeuwen. De waterput in Kerkhove-Kouter wijkt evenwel af van het vermelde type door zijn vrij uitzonderlijke afmetingen en door de aanwezigheid van een houten bevloering en verticale tussenbalken.
Onder de teruggevonden bouwelementen uit de nieuwe nederzetting gebouwd na de invallen van de Chauci bevinde er zich typisch Romeinse elementen zoals resten van hypocaustum (vloerverwarmingssysteem en spouwmuren ter verwarling van binnenruimtes zonder rookhinder), beton-, marmer-, fresco-, en mozaïekfragmenten. Dergelijke steenbouwstructuren tekenen zich schril af tegenover de erven in houtbouw zoals vastgesteld op de naburige zandgronden te Oost-Vlaanderen en ook bij diverse opgravingen in West-Vlaanderen. Van het hypocaustumsysteem werden zowel ronde als vierkante funderingstegels teruggevonden die als pijlers de bovenliggende vloer ondersteunden (voorbeelden: RAMS01140 en RAMS01125). Dit is een goed voorbeeld van romanisering, waarbij de Romeinen hun gebruiken introduceerdenn en overgenomen werden, zo dus ook op de site van Kerkhove-Kouter.

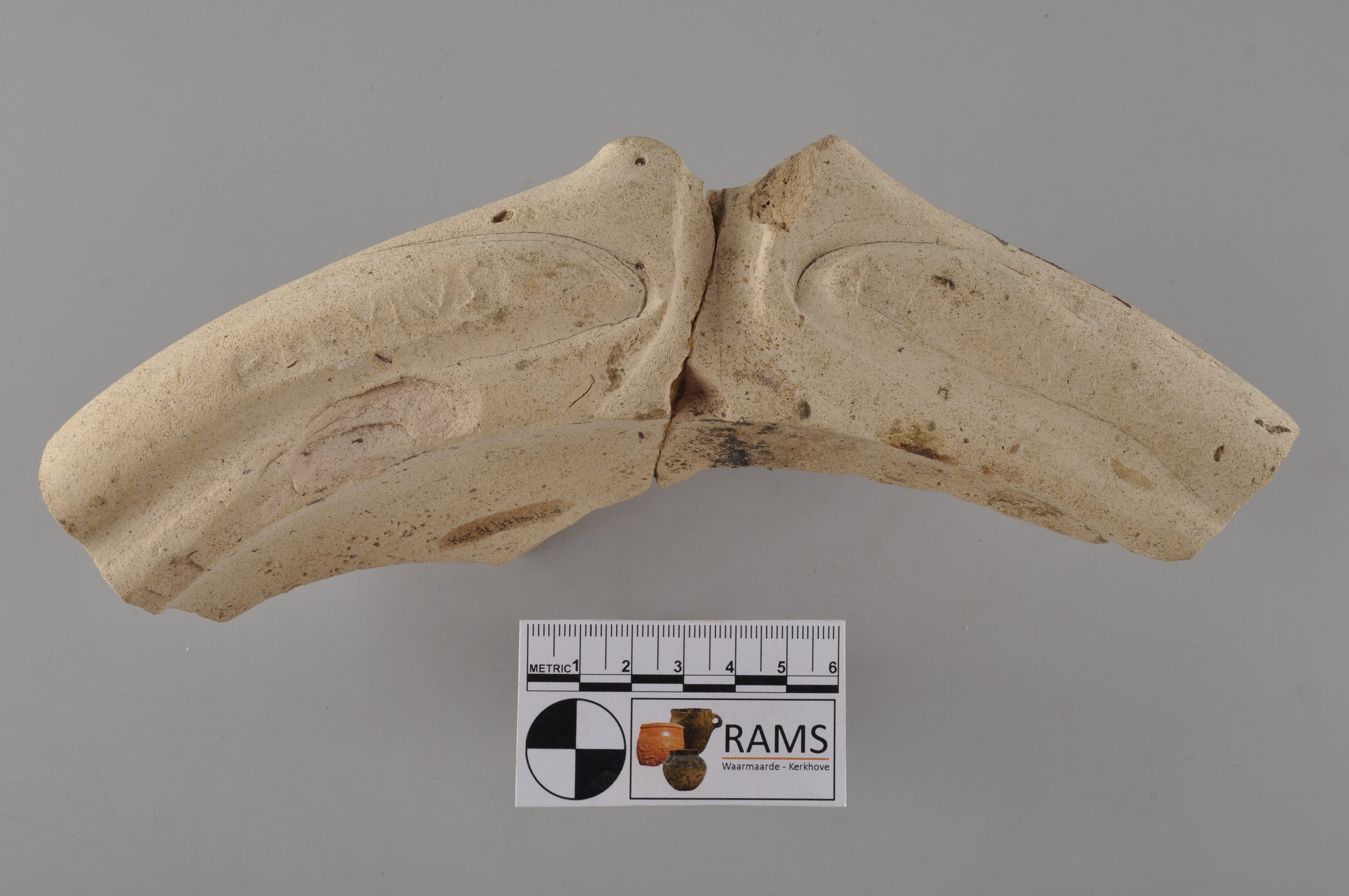
Fragment van een Romeinse wrijfschaal (mortarium) met giettuit en afdrukken van naamstempels (RAMS00451)

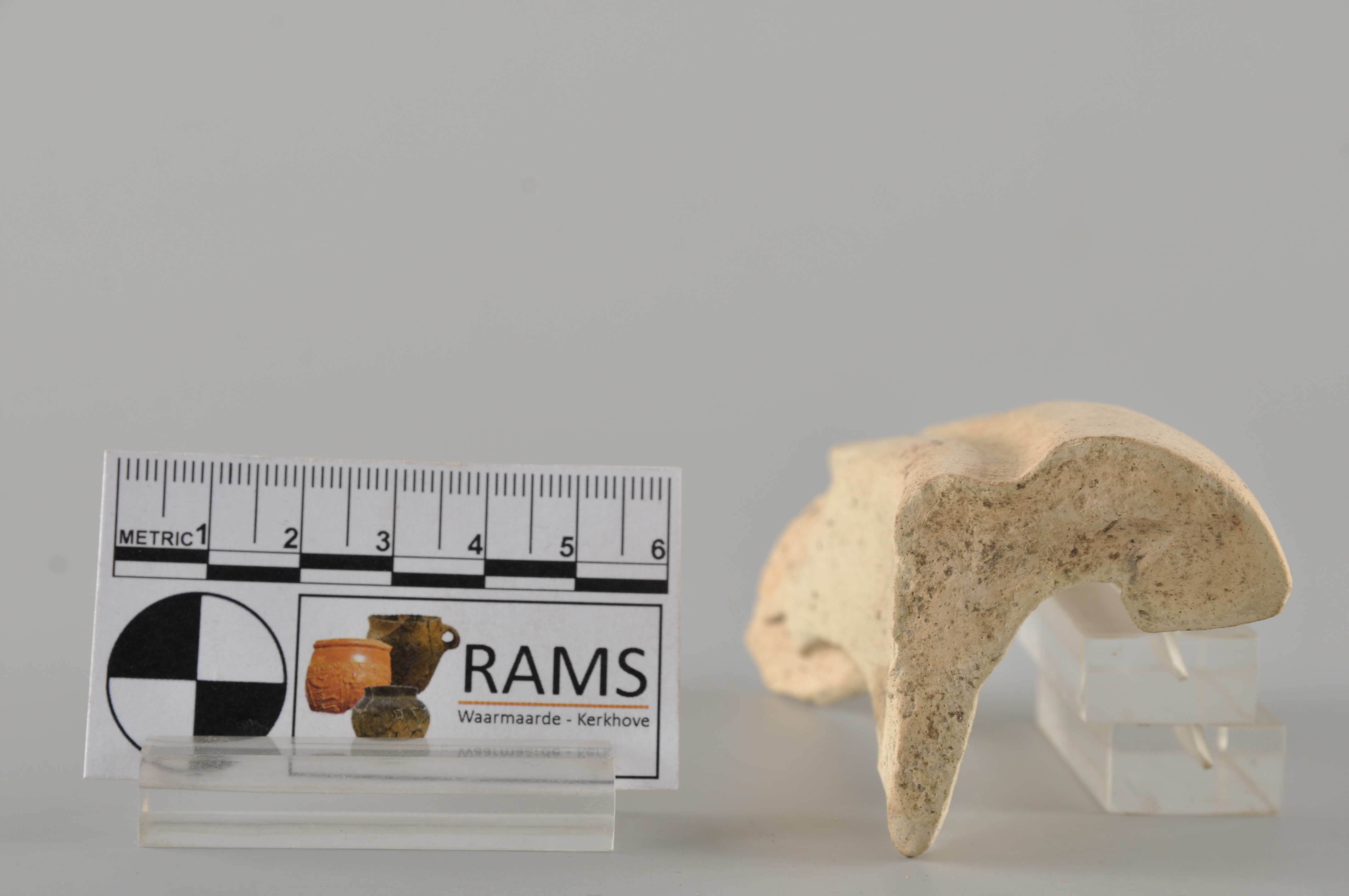
Fragment van Romeinse wrijfschaal (mortarium) waarbij de krulrand duidelijk zichtbaar is (RAMS00452)

Een aantal vondsten die wijzen op dagelijkse, huishoudelijke activiteiten op de site zijn wrijfschalen of mortaria (voorbeelden: RAMS00382, RAMS00383, RAMS00451 en RAMS00452). Er werden fragmenten van een aantal van deze mortaria aangetroffen op de site. Dit is een schaal met meestal een giettuit, waarvan de binnenzijde voorzien is van kleine uit de wand stekende steenfragmentjes. Dit typisch Romeins vaatwerk voor huishoudelijk gebruik was in elke keuken aanwezig en diende om voedsel te vermalen om op die manier papjes, sauzen of pigmenten te maken. Mortaria zijn van oorsprong mediterraans, maar na de verovering van Gallië maakten ze ook in de Romeinse provincie Gallia Belgica deel uit van de geromaniseerde huisraad. Van vier wrijfschalen kon achterhaald worden dat deze in het Noord-Franse Bavay en omgeving werden geproduceerd op basis van de samenstelling van het aardewerk en de naamstempels van de pottenbakkers. In dit gebied bevonden zich Noord-Gallische productieplaatsen die veel afzet hadden in onze streken. Dit is ook logisch aangezien Bagacum Nerviorum, het hedendaagse Bavay, de hoofdstad was van de Civitas Nerviorum. De afstand tussen Bavay en de Romeinse nederzetting in Kerkhove-Kouter bedraagt slechts 70 km. Deze productie begon in de tweede helft van de eerste eeuw en duurde tot in de derde eeuw. Het baksel van deze mortaria is zeer kalkrijk en vertoont een heldere beige tot lichtbruine kleur. Daardoor zijn ze eenvoudig te herkennen in vergelijking met schalen afkomstig uit andere herkomstgebieden. De wrijfschalen uit deze regio, zoals deze vier voorbeelden, zijn normaal gezien van het Stuart 149 type met overhangende, gekrulde rand.
Er werden ook terracotta beeldjes op de site gevonden. Eén stelt de godin Fortuna in typische klassieke opstelling voor, een ander een zittende moedergodin en een laatste betreft een staande vrouw met kind. Dergelijke beeldjes worden aangetroffen in nederzettingscontexten, graven en uiteraard bij tempelstructuren en "bedevaartsplaatsen". Productiecentra liggen o.m. in de Allier in Auvergne (Fr), in de Rijnstreek met Keulen (Du) en het Moezelgebied met Alttrier (Lu). Ze kennen een ruime verspreiding. In het nabijgelegen Harelbeke werden er in offerkuil van een heiligdom enkele honderden gelijkaardige terracotta beeldjes aangetroffen.
Te Kerkhove-Kouter werden ook 16 Romeinse munten aangetroffen:
| Keizer met regeerperiode na Christus | Aantal | Soort munt           | Objectnummer        |
| ------------------------------------ | ------ | -------------------- | ------------------- |
| Vitellius (69)                       | 1      | denarius             | RAMS00334           |
| Vespasianus (69-79)                  | 1      | sestertius           | RAMS00328           |
| Nerva (96-98)                        | 1      | sestertius           | RAMS00332           |
| Traianus (98-117)                    | 2      | sestertii            | RAMS00334 RAMS00339 |
|                                      | 2      | dupondii             |                     |
| Hadrianus, voor Aelius (137)         | 2      | sestertii            |                     |
| Antonius Pius (138-161)              | 1      | geplateerde denarius | RAMS00331           |
| Marcus Aurelius (161-180)            | 2      | sestertii            | RAMS00324           |
| Septimius Severus (195-211)          | 1      | denarius             | RAMS00325           |
| Gordianus III (238-244)              | 1      | antoninianus         | RAMS00326           |
| Postumus (260-269)                   | 1      | imitatie dupondius   | RAMS00333           |
| Gloria exercitus-type (335-341)      | 1      | nummus               |                     |

Meer dan de helft van deze munten werd in de tweede eeuw uitgegeven. Deze tweede-eeuwse bronzen munten circuleerden nog volop in de derde eeuw n. Chr., tot onder de regering van Postumus (260-269). Het zeer lage aantal munten uit de eerste helft van de derde eeuw hoeft ook niet te verbazen. Zilveren munten werden in die periode veelvuldig aangemaakt, maar wegens hun hoge waarde raakten deze zelden verloren. De bronzen munten uit die tijd bereiken Gallië nog nauwelijks. Merkwaardig is wel dat (voorlopig) de in Noord-Gallië zo massaal voorkomende imitaties van Tetricus I en II ontbreken op de site. Deze nabootsingen zijn typisch voor de periode ca. 274 tot ca. 300.

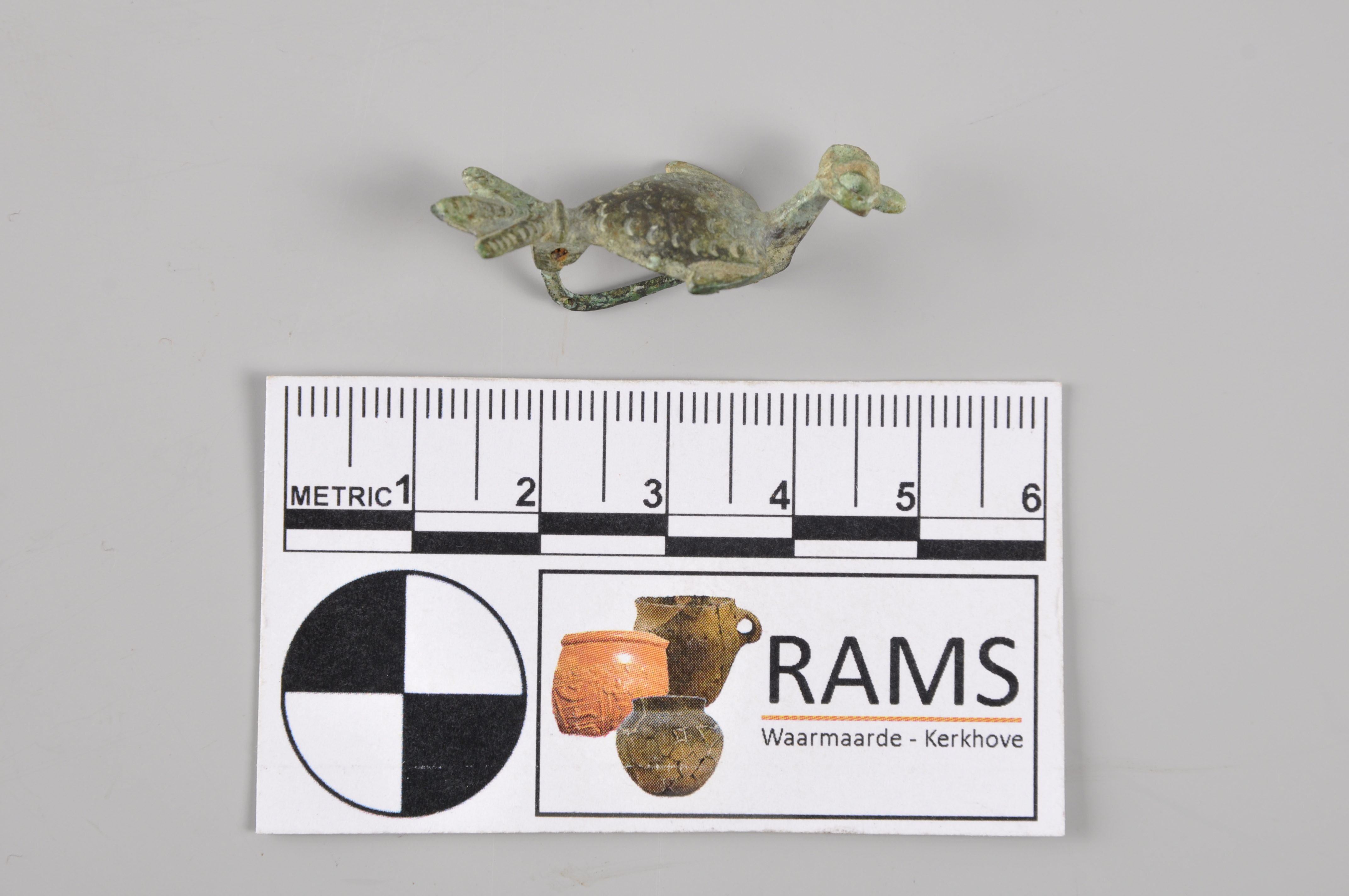
Bronzen fibula in de vorm van een vogel gevonden op de site. De oogjes waren ingelegd met wit glas (RAMS00592).

Een ander type vondst die werd aangetroffen in de Romeinse bewoningslagen zijn fibulae of mantelspelden (voorbeeld: RAMS00592). In totaal werden 28 determineerbare Romeinse fibulae vastgesteld. Op twee ijzeren exemplaren na, is het merendeel van de fibulae vervaardigd in brons. Ze zijn voorzien van een simpele groeven- of puntenversiering. Een klein aantal is ingelegd met email en/of glas.
Fibulae zijn persoonlijke objecten die sterk onderhevig waren aan de toenmalige modetrends of sociale sferen. Hierdoor kennen verschillende types en vormen een kort bestaan. Deze zijn daardoor relatief goed te dateren. Op basis van deze studies kunnen de Romeinse fibulae van Kerkhove gedateerd worden in de midden-Romeinse periode, ca. van 69 tot 284 n.chr., wat aansluit bij de archeologisch vastgestelde occupatie. De preciezer gedateerde fibulae wijzen op een zwaartepunt tussen 100 en 200 n.chr.
De aangetroffen fibulaetypes laten niet toe één of meerdere productieplaatsen aan te duiden, omdat productiecentra van mantelspelden slecht gekend zijn. Het is dus niet met zekerheid geweten of de fibulae van Kerkhove-Kouter lokaal geproduceerd of geïmporteerd werden. Zowel regionale als bovenregionale types, die uitsluitend voorkomen in het noordwesten of in het gehele Romeinse rijk, komen voor. Toch domineren de regionale fibulae, wat typisch is voor alle nederzettingen in de midden-Romeinse periode.
De fibulae tonen aan dat de site in Kerkhove gelijkaardige fibulae-spectra vertoont met andere Nederlandse en Belgische sites. Door het ontbreken van typisch militaire fibulae kan het karakter van de site eerder als civiel gedefinieerd worden.

#### De Romeinse wegen-assen
Er werd in Kerkhove een Romeinse weg aangetroffen. Dit is niet verrassend gezien de inplanting van de baanpost. De weg heeft een bruikbare breedte tussen 7 en 8 m, wat past binnen de gemiddelde afmetingen van wegen van bovenlokaal belang. De plannen uit de opgravingen van de baanpost van Kerkhove-Kouter laten buiten de omheining en nabij de toegang van de baanpost een splitsing van twee Romeinse wegtracés zien, waarop later de vroegmiddeleeuwse bewoning werd uitgebouwd.
Van het noordelijke tracé kan verloop richting Kruishoutem en Aardenburg worden verondersteld, van het andere een verloop richting Kortrijk of Oudenburg. Bovenop de twee weglichamen werd een verharding geregistreerd. Het meest noordelijke tracé wordt geflankeerd door twee greppels. Ook is de door de grachten begrensde breedte gelijk. Opvallend is dat de noordelijke weg op de site Kerkhove-Kouter en deze in de riviervlakte op de site Kerkhove-Stuw in elkaars verlengde liggen, wat doet besluiten dat beide vermoedelijk tot hetzelfde wegtracé behoren. Deze weg liep naar alle waarschijnlijkheid verder via de huidige Zandstraat naar een lokale weg de Pontstraat. Dit toponiem wijst mogelijk op de aanwezigheid van een brug op de plaats waar de weg de Rijt oversteekt. Het traject loopt vervolgens verder in de richting van Kruishoutem, een Romeins religieus centrum en bekend kruispunt van wegen. De onderzochte weg te Kerkhove kan vermoedelijk geïnterpreteerd worden als onderdeel van de Romeinse hoofdweg, die van de Nervische hoofdplaats Bavay naar het castellum van Aardenburg liep. Tussen deze beide locaties lagen op of nabij het tracé: de vicus van Blicquy, de baanpost te Kerkhove, de centrale plaats te Kruishoutem en de castella te Aalter en Maldegem. Het wegtracé en de bijhorende laat‐Romeinse versterking die in 2005 te Knesselare werden onderzocht, maakten waarschijnlijk deel uit van dezelfde verbindingsas.
Het verder concrete verloop van het wegtracé aan de overzijde van de Schelde, tussen Kerkhove en de vicus van Pommeroeul, werd voorlopig nog niet archeologisch vastgesteld.
Diverse wegen-assen lopen doorheen West-Vlaanderen, zo ook doorheen de site Kerkhove-Kouter tijdens de Romeinse periode. Zo maakt de site deel uit van:
- een west-oost-as: Kust-Cassel (Fr) - Wervik - Kerkhove - Kester (prov. Vl.-Br.) en verder oostwaarts richting Tienen (prov. Vl.-Br.) - Tongeren (prov. Limb.);
- een zuid-noord-as: Bavay-Blicquy (prov. Hen.) - Kerkhove - Sint-Eloois-Vijve-as richting Kust en met de Tournai (prov. Hen.) - Kortrijk - Oudenburg-as;
- een verbinding: Kerkhove - Kruishoutem (prov. O.-Vl.) en Kortrijk - Harelbeke - Gent (prov. O.-Vl.).

Hierbij moet opgemerkt worden dat dit algemeen aanvaarde richtingen zijn, doch niet op het terrein volledig gevolgde en archeologisch vastgestelde trajecten.

#### Terra Sigillata
Via de bovenvermelde wegen werden niet alleen personen, maar ook goederen getransporteerd. Vele fragmenten terra sigillata, luxetafelwaar gebruikt in de Romeinse periode, werden aangetroffen op de site, en zijn afkomstig van verschillende uithoeken van Gallië (Zuid-, Centraal- en Oost-Gallië). Zo zijn een groot aantal fragmenten afkomstig uit het productiecentrum van Lezoux in Frankrijk, zo ook het hierboven getoonde versierde fragment (RAMS00486). Een ander versierd fragment (RAMS00439) is dan weer afkomstig uit Chémery-Lès-Faulquemont, hoewel de aanvoer uit deze stad eerder zeldzaam was. De vondst illustreert hoe producten via het uitgebreide Romeinse handelsnetwerk hun weg vonden naar nederzettingen in de Boven-Schelde.
Het aantal fragmenten terra sigillata met naamstempels ligt beduidend hoger dan in een aantal andere sites in de regio, bijvoorbeeld Kruishoutem, Kortrijk of Wervik. Deze vergelijking houdt echter geen rekening met de verschillende graden van opgraving in deze nederzettingen, maar geeft wel een aanduiding over de nood aan luxeproducten van de baanpost. Dit toont aan dat we hier niet te maken hebben met een kleine site, met een aantal boerderijen met de daarbij horende plaatselijke nijverheid. De aanwezige luxewaar en de datering ervan duiden op een welstellend complex dat behoefte had aan geïmporteerde waren en dat lange tijd operationeel bleef. De hoeveelheid terra sigillata is een van de aanwijzingen dat de mansio geen geïsoleerd complex was, maar dat het deel uitmaakte van een regionaal economisch centrum.

#### Brandrestengraf
Wat het dodenbestel betreft werd in Kerkhove nog maar één brandrestengraf aangetroffen. De grafkuil was min of meer rechthoekige van vorm (90x140 cm) met een afgerond bodemprofiel. Onderaan bevond zich een ca. 8 cm dikke, vrij compact, zwarte tot donkergrijsbruine houtskoollens, die vermengd was met fragmentjes gecremeerd been, een volledige nagel, enkele nagelfragmenten en brokjes steen, waaronder twee verbrande silexsplinters. Van de bovenvulling was nog slechts een ca. 12 cm dik pakket bewaard. Deze bestond aan de noordkant uit een bruine, humeuze leemvulling, waarin zich enkele houtskoolvlekjes bevonden. De rest van de kuilvulling bevatte een zeer donkerbruine, humeuze leem, doorspekt met houtskoolpartikels.
Het graf behoort dus tot het type van de brandrestengraven, een ritueel dat tijdens de Gallo-Romeinse tijd in westelijk België in het gebied tussen Schelde-Dender en Noordzee voorkomt. Het ritueel sluit in dit gebied aan bij voor-Romeinse gebruiken en loopt daar tevens door tot in de vroeg-middeleeuwse periode. De gerecupereerde artefacten laten geen exacte datering van dit graf toe. De aanwezigheid van nagels in het graf en het ontbreken in de directe omgeving van sporen uit de late IJzertijd sluiten een datering in deze periode uit. Waarschijnlijk is er een verband tussen het graf en de op ca. 600 m ten zuidwesten gelegen Romeinse inplanting en de vroeg-middeleeuwse nederzetting.
Dit graftype komt zeer vaak voor in de Scheldevallei. Tot in de derde eeuw was crematie de meest toonaangevende begrafenisritus en deed zich voor in allerlei vormen van funerair ritueel. In het Schelde- en Leibekken was deze sobere begrafenisritus van de brandrestengraven in zwang. Dit bestond uit een verbrandingsplaats of brandstapel bovengronds, waarop de dode werd geplaatst en verbrand, het graf, meestal een rechthoekige kuil en de sacrale kuil: een grote structuur waarin de meeste van de brandstapelresten werden gedeponeerd.

#### De definitieve verwoesting van de site en laat-Romeinse bewoning
Tijdens het derde kwart van de derde eeuw (260-270) ging de nederzetting ten gevolge van de Frankisch/Saksische invallen definitief ten onder.

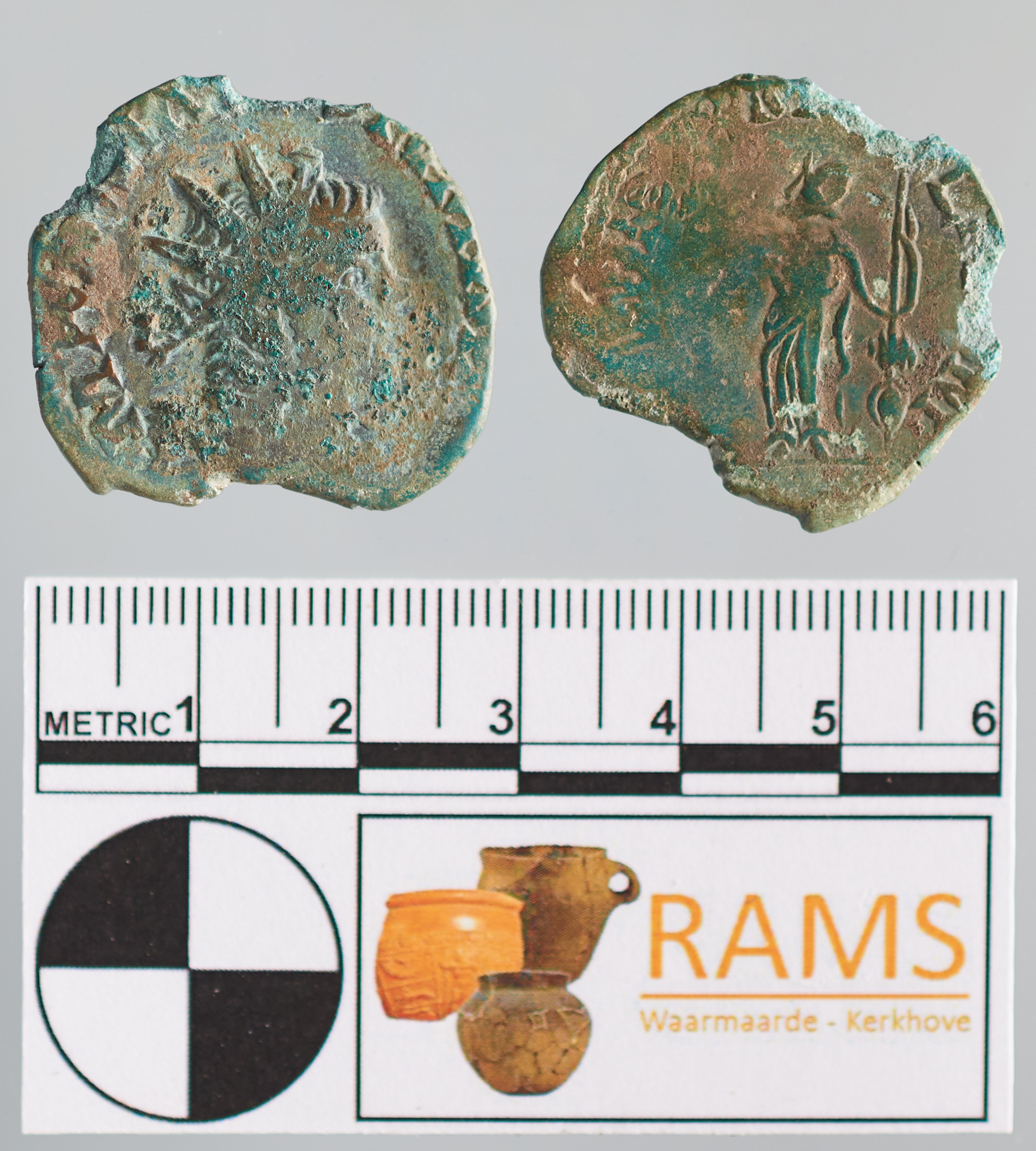
De Romeinse munt (sestertius) van keizer Postumus (RAMS00333)

Na deze invallen kende de site in de laat-Romeinse tijd een nieuwe, weliswaar kleinere bewoningsvorm. Bewijzen hiervoor zijn een grote éénschepige houten woning, opgetrokken op de puinen van een derde-eeuwse steenbouw.
Anderzijds is er een Germaans vrouwengraf, een inhumatie (=lijkbegraving). De kist is bijgezet in een noord-zuid georiënteerde grafkuil, die werd gegraven in de reeds opgevulde derde-eeuwse omheiningsgracht van de Romeinse baanpost. De vrouw droeg aan de rechterhand een spiraalvormige zilveren armband van Germaanse makelij, en aan de linkerarm een armband in ebbenhout. Rechts van haar hoofd lag een paar spijkersandalen. In de hand had ze een Charon-penning (een typisch Mediterraan gebruik) vast, een imitatie van een dupondius, namelijk een dubbele sestertius van Postumus (regeerperiode: 258-268 n. Chr.) (RAMS00333). Het graf dateert rond het midden van de vierde eeuw. De andere vondsten plaatsen de inplanting van deze bewoning tussen midden vierde en midden vijfde eeuw en wijzen op de Germaanse landinname door Overrijnse troepen.
In het puin van een van de derde-eeuwse gebouwen lagen zeven Merovingische graven uit het einde van de zevende, begin van de achtste eeuw. Zij gaven aanleiding tot de opgraving van een Merovingische nederzetting, de allereerste in België gevonden.
Deze archeologische site van Kerkhove-Kouter levert door de bovengenoemde vondsten een fundamentele bijdrage aan het continuïteitsonderzoek tussen de Romeinse tijd en de Vroege Middeleeuwen.

### Merovingische periode
Vanaf het derde kwart van de derde eeuw vallen en trekken Germanen via de kustregio en via het mondingsgebied van de Grote Rivieren ook de regio van de site Kerkhove-Kouter binnen. Sommigen vestigen zich er. Rond het einde van de vijfde eeuw vestigde zich dan ook een Frankisch-Merovingische bevolkingsgroep buiten en op de noordoostelijke rand van de vroegere Romeinse nederzetting in Kerkhove-Kouter. De aanwezigheid van deze nieuwkomers wordt geïllustreerd door het hoger vermelde inumatiegraf met Germaanse grafgiften. Andere sporen wijzen er op bewoning van midden vierde tot midden vijfde eeuw.

#### De Merovingische begraafplaats
Binnen de ruïnes van een Romeinse steenbouw uit de derde eeuw werden een achttal inhumatiegraven (=lijkbegraving) aangetroffen daterend uit de achtste eeuw, die nog recupereerbaar waren, in de noordoostelijke uithoek van de Romeinse inplanting. Het ging om een kleine begraafplaats met zesde- en zevende-eeuwse graven. Op één begraving na waren de graven W-O gericht. De grafkuilen waren afgeboord met brokken kalksteen en Romeinse tegulae, afkomstig van het puin. Het nagenoeg ontbreken van grafgiften laat vermoeden dat deze kleine necropool in een latere fase te dateren valt, nl. einde zevende, begin achtste eeuw. In de rest van West-Vlaanderen zijn er behalve daar en op enkele graven in Emelgem (gem. Izegem) na, nog geen begraafplaatsen gekend.

#### De Merovingische nederzetting
Onmiddellijk ten oosten ervan werd een Merovingische bewoning aangesneden. Toen deze in de jaren 1970 werden aangetroffen, ging het om de eerste nederzettingsresten uit deze periode in België gevonden. Een palencluster werd opgegraven, waarin aanvankelijk een tweebeukig Merovingisch hallenhuis werd gezien, maar heden ten dage eerder als een cluster van typische, kleine Merovingische huizen en bijgebouwen wordt geïnterpreteerd. Daarnaast kwam een plattegrond van een tweeschepig hoofdgebouw met afgerond uiteinde en aanbouw aan het licht. Verder werden een schuurtje en enkele spijkertjes (= stapelplaatsen op palen die dienden voor de opslag van de oogst of andere voedingsstoffen en waren doorgaans voorzien van een verhoogd vloerniveau) opgegraven. Doorgaans gaat het hier om constructies met een vierkante of rechthoekige plattegrond en vier of zes palen. Het complex dateert uit het midden van de zesde tot het midden van de zevende eeuw.

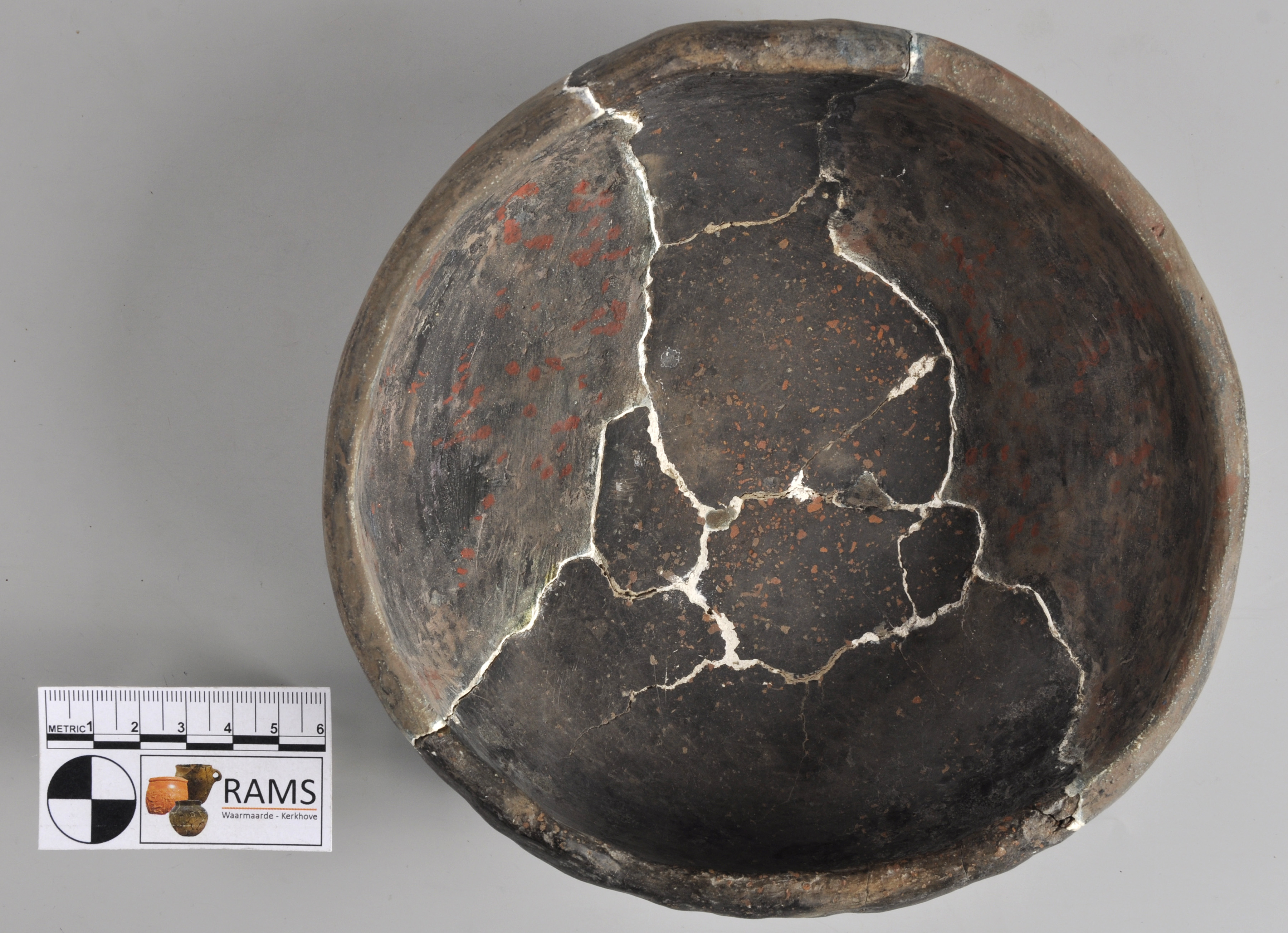
Merovingische kom van het type ‘chamotte’-aardewerk (RAMS00558).

De vondst van de nederzetting was daarnaast interessant omdat voor het eerst in ons gebied "nederzettingsceramiek" in stratigrafisch verband werd gevonden, daterend van in de vijfde tot in de achtste eeuw. De voorraad- en afvalkuilen, woonhuizen en bewoninglagen bevatten een bijzonder soort aardewerk, namelijk chamotte-aardewerk (RAMS00558). Dit is een dagelijks gebruiksaardewerk dat tot dan toe niet of nauwelijks bekend was en duidelijk afwijkt van de gekende keramiek die uit de grafvelden afkomstig is. Dit soort aardewerk is typisch voor de Scheldevallei. Dit lag aan de basis van een revisie van het handgevormd aardewerk uit de Romeinse tijd en de tijd van de Volksverhuizingen gekend in de Scheldevallei en het Kustgebied. Ongeveer gelijktijdig lopende opgravingen te Doornik (prov. Henegouwen) in de omgeving van de vindplaats van Childeriks graf bij de kerk van Saint-Brice, gaven mooie gelijkaardige elementen.
Een tweetal structuren met uitgegraven vloerniveau (Grubenhaus of kuilhuis) werden onderzocht. Deze zijn veel groter dan de klassieke hutkommen (ca. 20 × 7/8 meter) en de licht uitgegraven bodem, gekenmerkt door een dun, roestkleurig laagje met erboven een verharding van brokjes Romeins puin. Sporen van enige geordende randstructuren of van andere constructieve elementen werden niet waargenomen. Volgens de opgraver hadden deze structuren zeker een woonfunctie door de aanwezigheid van haarden. Een van deze Grubenhausen (20m × 7m) dateert uit de tweede helft van de zevende en eerste helft van de achtste eeuw. Onder het vloerniveau lagen sporen uit vroegere woonfase(n).
Een aantal kuilvormige structuren op de site met gelaagde afzetting in de onderste vulling geïnterpreteerd als cisternen of watervoorraadkuilen. Verder werd op de site een soort ovenkuil aangetroffen.

#### Het Merovingische ijzerenzeisblad

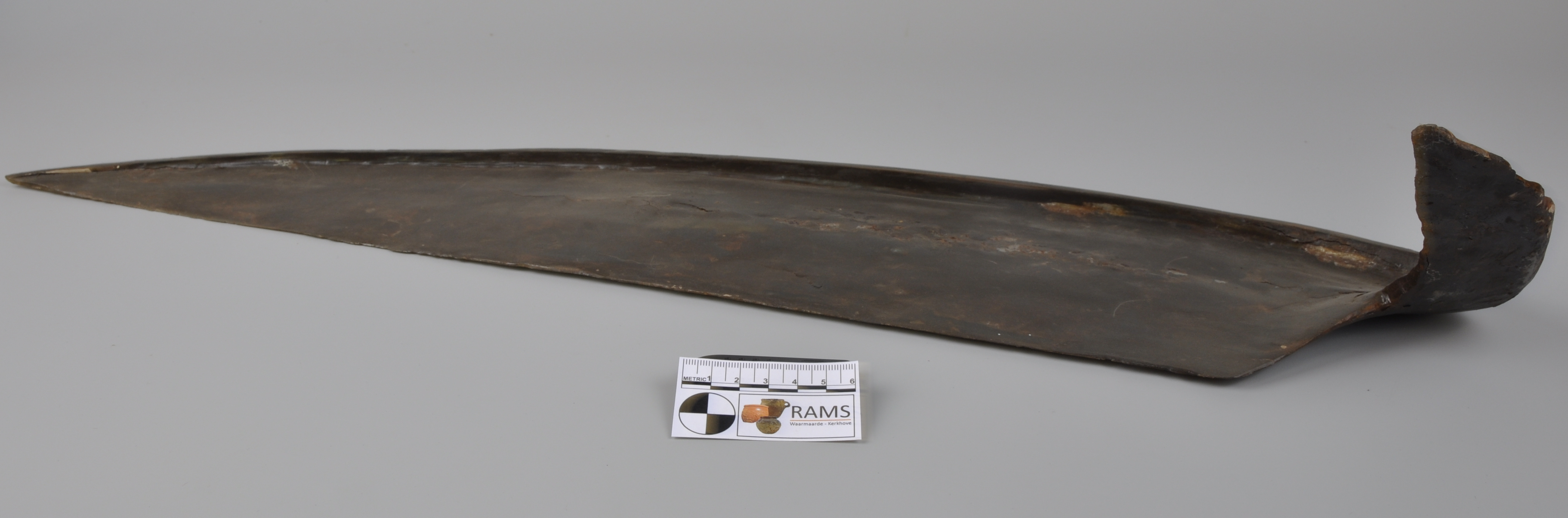
Merovingische ijzeren zeis (RAMS00393)

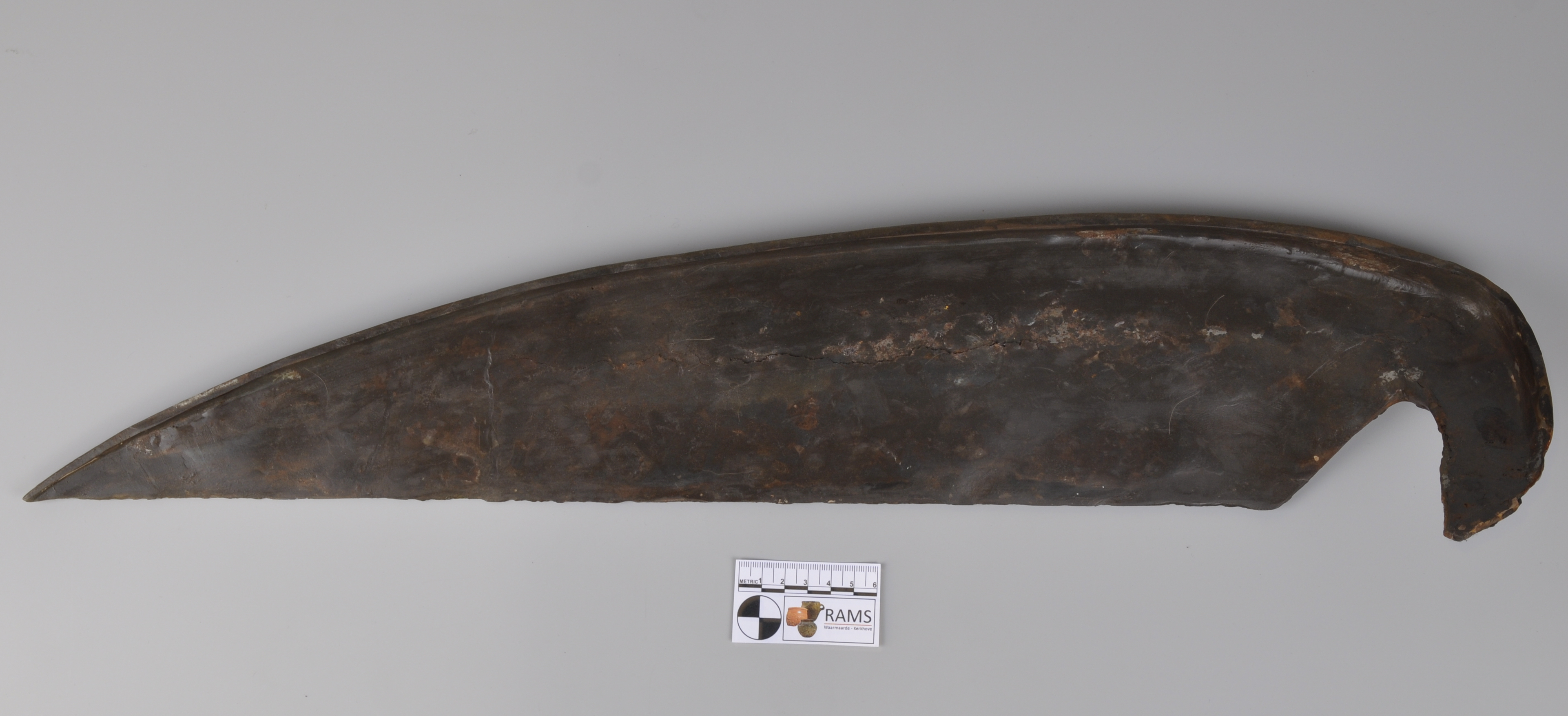
Bovenaanzicht van de Merovingische ijzeren zeis (RAMS00393)

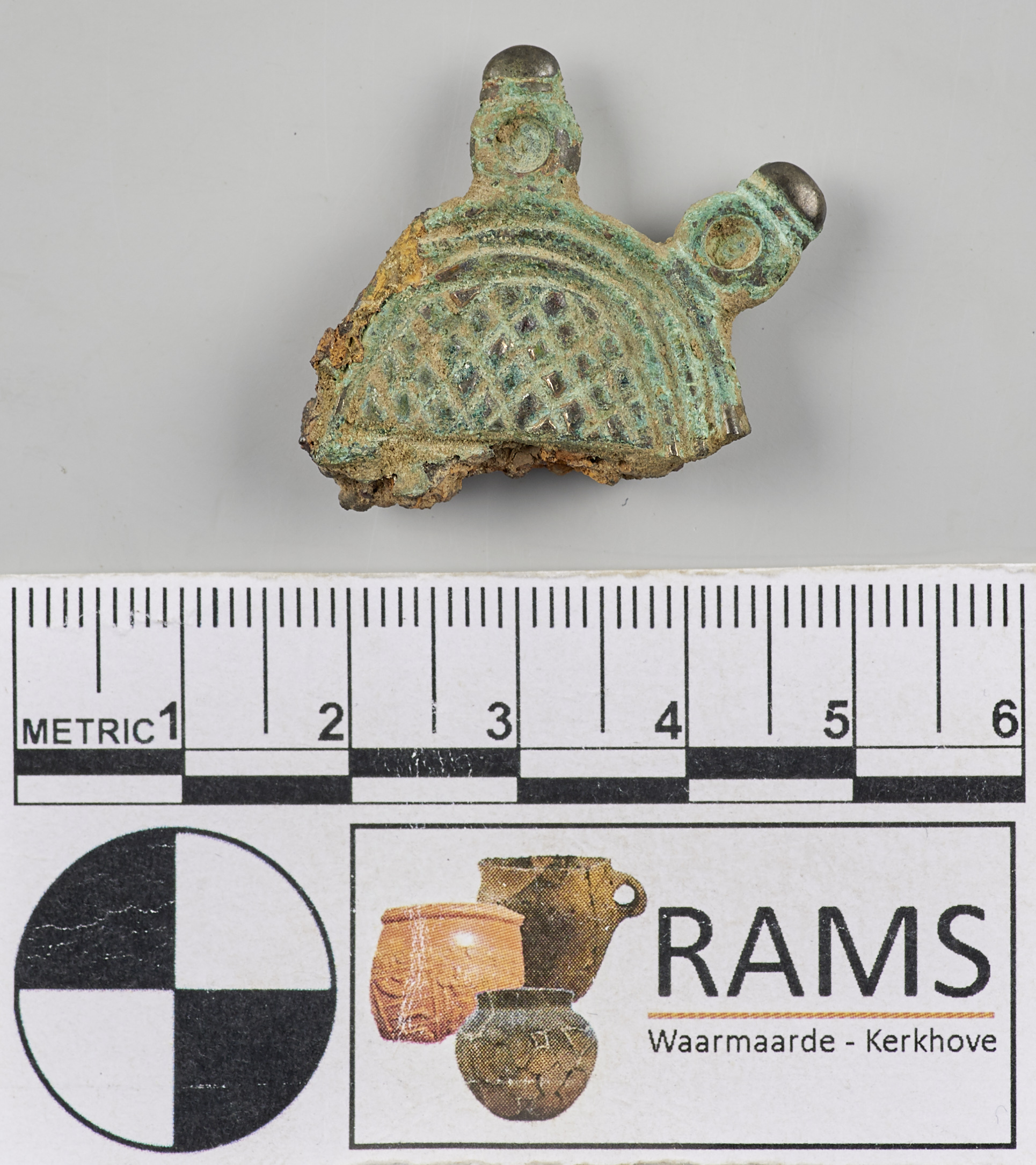
Merovingische beugelfibula met halfronde kopplaat en twee knoppen (RAMS02511).

Binnen dit huis werd een ijzeren zeisblad (ca. 60 cm lengte × 12,6 cm als grootste breedte × 3 tot 4 mm dikte) aangetroffen. Dit is een bijzondere vondst, omdat vroegmiddeleeuwse zeisen slechts uitzonderlijk aangetroffen worden op archeologische sites. Het bevestigingsstuk voor de zeissteel (ook wel de arend genoemd) is in een hoek uit het vlakke zeisblad tongvormig omgebogen. Uit de weinige andere gekende vondsten, blijkt de zeis van Kerkhove-Kouter een erg vroeg voorbeeld van een volwaardige maaizeis te zijn. In tegenstelling tot de eenvoudige types van de houwzeis, maakt een maaizeis het afmaaien van gras en gewassen tot tegen de bodem mogelijk. Het tijdstip van deze voor de landbouw beduidende technische vooruitgang werd tot deze vondst pas in de periode van de volle middeleeuwen geplaatst. Waarschijnlijk speelden onze gewesten een belangrijke rol in de ontwikkeling van dit bijzondere landbouwwerktuig. Het is een ontwikkeling die mogelijk al werd ingezet tijdens de Romeinse periode, toen Noord-Gallië dienst deed als graanschuur voor het Romeinse leger. De vondst van Kerkhove-Kouter brengt bewijs dat maaizeisen ook in Noord-Gallië in gebruik waren tijdens de Merovingische periode. Het doet besluiten dat er reeds een hoogontwikkeld productieniveau is bij de vroegmiddeleeuwse veehouderij. Deze vondst werpt tevens nieuw licht op de landbouweconomie met het in de Middeleeuwen gekende drieslagstelsel. Het kan in verband gebracht worden met het ontstaan van dit systeem. Op basis van de zeis gevonden in Kerkhove-Kouter, zou de toepassing van deze vorm van landgebruik reeds in de vroege middeleeuwen gesitueerd kunnen worden.

#### Fibulae
Twee fibulae of mantelspelden uit de Merovingische periode werden aangetroffen op de site. Één hiervan was een gelijkarmige fibula (RAMS01162), de andere een beugelfibula met halfronde kopplaat (RAMS02511). Een gelijkarmige fibula bestaat uit twee gelijke kopplaten verbonden door een beugel. Deze waren al dan niet voorzien van puntcirkelversiering of andere versiering. Deze komen voor vanaf de late 6de eeuw, met varianten die doorleven tot in de vroege 11de eeuw. Dit type komt voor over een ruim gebied van Frankrijk, België, Nederland en de Oostkust van Engeland. De beugelfibula is een karakteristiek fibulatype voor deze periode en is te dateren tussen ca. 480 en 550 na Chr. De fibula was verguld met zilver en voorzien van almandijn in elke knop. De verspreiding van dit type lokaliseert zich hoofdzakelijk in het zuiden van België. Deze types mantelspelden worden doorgaans gezien als onderdeel van de vrouwelijke klederdracht.
De aanwezigheid van twee Merovingische fibulae met uitlopende dateringen tonen een langdurige occupatie aan. Dit wordt ook weerspiegeld in het aardewerk op basis waarvan de aanvang van de bewoning gesitueerd wordt tussen 450-525. De Merovingische nederzetting blijft bestaan tot ergens op het einde van de 8ste eeuw, en loopt dus uit tot in de Karolingische periode.

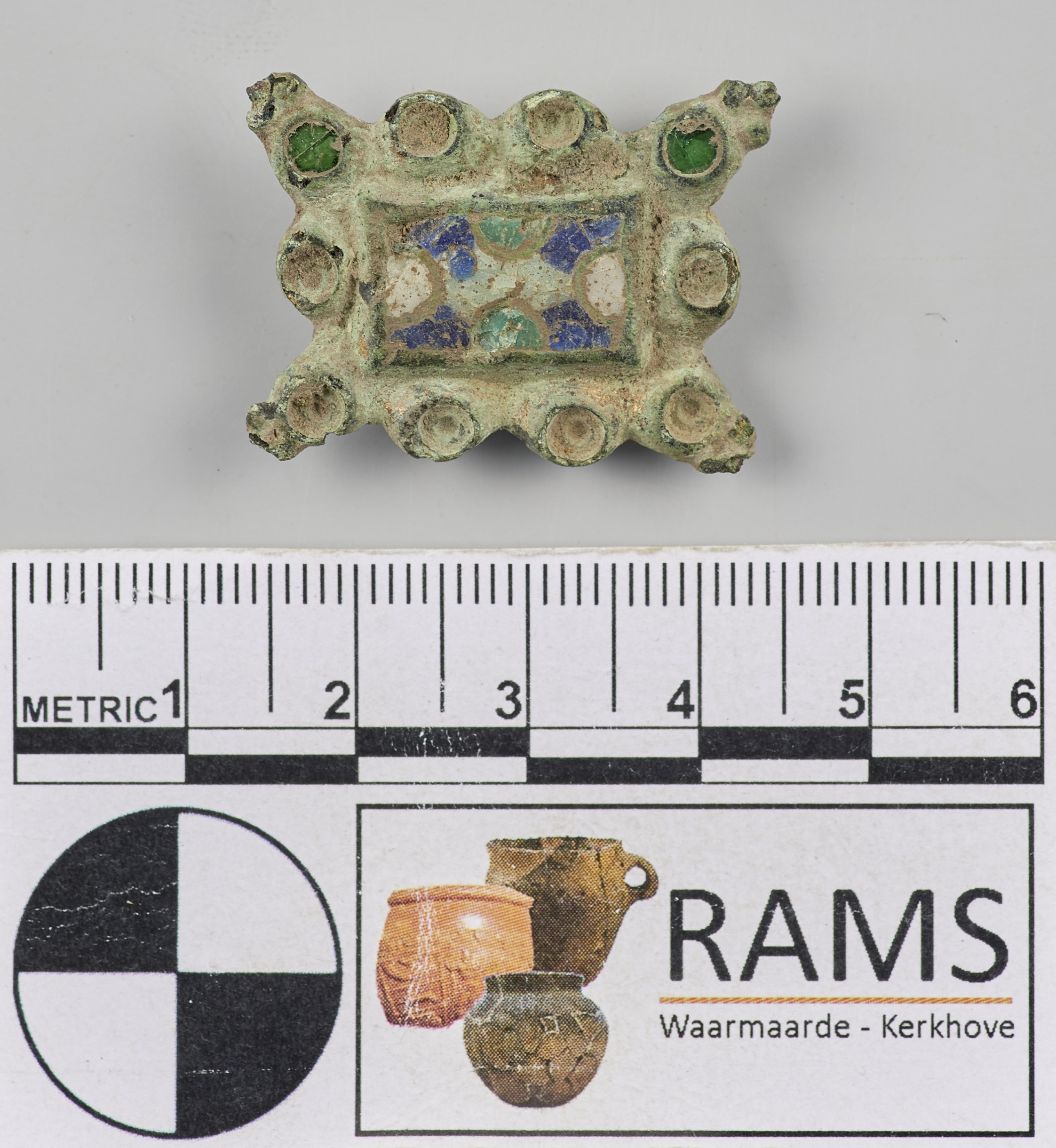
Karolingische bronzen schijffibula met email- en glasinleg van het type kussenfibula gevonden op de site (RAMS01163).

### Karolingische periode
Uit deze periode zijn weinig sporen van bewoning aangetroffen, enkel losse vondsten werden gevonden op de site Kerkhove-Kouter.
Zo zijn twee fibulae, een kussenfibula (RAMS01163) en een schijffibula (RAMS02509), aangetroffen. De eerste is een zeldzaam Karolingisch fibulatype en is te dateren tussen 875 en 1000. Dit fibulatype is quasi altijd voorzien van ingelegd email en/of glas. Er zijn echter ook voorbeelden bekend die niet van een dergelijke decoratie voorzien zijn.
Deze fibuae vormen daarmee bewijs van een archeologisch verder niet vastgestelde Karolingische aanwezigheid in het gebied tussen de historische dorpskernen van Waarmaarde en Kerkhove tussen de late negende tot het einde van de tiende eeuw. In de nabije regio worden wel al enkele historische en archeologische indicaties vastgesteld wat deze periode betreft. De oudst gekende historische vermelding voor Waarmaarde, die op maximaal 500 meter van de vondstplaatsen van de Karolingische fibulae ligt, dateert uit 1072. Mogelijk gaat de aanvang van de dorpskern van Waarmaarde verder terug in de tijd en kunnen deze fibulae daarmee gelinkt worden. In deze context is mogelijk ook de Karolingische site die gelinkt wordt aan de heren van Petegem, verder stroomafwaarts in Petegem-aan-de-Schelde, noemenswaardig.

## Archeologie rondom de site
In het kader van de geplande collectorwerken in Waarmaarde en Kerkhove voerde een archeologisch team van Monument Vandekerckhove nv in 2011 een archeologische opgraving uit in een sleuventracé langsheen de Rijtgracht. Daarnaast werden een aantal bodemingrepen voor de aanleg van de afvalwatercollector archeologisch begeleid in 2012. Deze site bevond zich vlak bij de archeologische site van Kerkhove-Kouter. Slechts op één plek kon een relevant archeologisch spoor worden waargenomen, een constructie opgebouwd uit een basis in Doornikse kalksteen, daterend uit de Romeinse periode.
Onmiddellijk ten zuiden van deze locatie, tussen de Rijtgracht en de Schelde, vond vanaf januari 2015 een nog veel uitgebreider archeologisch en paleolandschappelijk onderzoek plaats. De geplande bouw van een nieuwe stuw en de aanleg van de aansluiting op de Schelde vormden in 2015 de rechtstreekse aanleiding voor de grootschalige archeologische opgraving. Dit onderzoek werd uitgevoerd door het partnerschap Ghent Archaeological Team (GATE) en UGent: project Kerkhove - Stuw. Dit gigantische project concentreerde zich voornamelijk op de daar gelegen oeverwal van de Schelde. Dit onderzoek gaf een compleet vernieuwd inzicht in de landschappelijke evolutie van dit deel van de Scheldevallei in relatie tot mens, dier en vegetatie en dat voor de laatste 15.000 jaar.
Er werden verschillende concentraties van lithisch materiaal aangetroffen. De stenen werktuigen en afslagen werden gedateerd in het Meso- en Neolithicum. Er werden ook fragmenten van vroeg- en midden-Neolithisch aardewerk aangetroffen. Het midden-Neolithische aardewerk kenmerkt zich door het voorkomen van verbrijzelde vuursteen als verschraling. Een andere wandscherf, waarvan de pasta verschraald werd met fragmenten van schelp en visskelet is enkel gekend in de neolithische periode en kan gelinkt worden aan de vroegste introductie en gebruik van aardewerk in onze contreien. Het gaat slechts over één geïsoleerde scherf.
Ook werden er clusters van zwaar verbrande artefacten aangetroffen, wat wijst op de aanwezigheid van meerdere haarden op de site. De verspreiding van verkoolde hazelnootschelpen en het verbrand bot valt op vele locaties min of meer samen met de potentiële haarden. Verspreid over het mesolithisch oppervlak werden ook duizenden onderbrande botresten verzameld. Een beperkt aantal kon tot op soort gedetermineerd worden: voornamelijk resten van hertachtigen (ree, edelhert) en everzwijn en een hoeveelheid visresten.
Op basis hiervan kan de vroegste bewoning op de oeverwal van Kerkhove gesitueerd worden aan het begin van het mesolithicum (ca. 10 700-10 400 jaar geleden). Het paleoecologisch onderzoek heeft aangetoond dat de oeverwal op dat moment begroeid was met een relatief dicht bos met vooral den en hazelaar. Dit betekent dat de oeverwal over een periode van minstens twee en een half millennium periodiek door de mens is bezocht. Ook kunnen het aardewerk en een deel van de vuurstenen artefacten uit het neolithicum toegeschreven worden aan de Michelsbergcultuur. Dit waren de eerste landbouwersgroepen in de Bovenschelde (ca. 8300 jaar geleden).
Dit onderzoek heeft dus heel wat nieuwe gegevens opgeleverd over de prehistorie, in het bijzonder het mesolithicum van de Bovenschelde. Voor het eerst in de Scheldevallei zijn onverbrande faunaresten uit de vroege fasen van het mesolithicum aangetroffen. Door de nabije ligging bij de site Kerkhove-Kouter, zijn de bevindingen van de site Kerkhove-Stuw ook van toepassing op deze site.
Wat de Romeinse periode betreft kwamen een aantal grachten en greppels aan het licht, evenals een deel van een Romeins wegtracé, geflankeerd door twee grachten.
Daarnaast werd aan de rand van de site Kerkhove-Kouter, betreft de complexe verbinding tussen de de daar aangetroffen ‘havenkom’, de Rijtgracht (of oudere beddingen ervan) en fluviatiele geulen die ermee de verbinding legden. In de sleuven die zich het dichtst bij deze ‘havenkom’ bevonden, werden pakketten aangetroffen die mogelijk aantonen dat een verbinding aanwezig was.
Daarnaast werd een puinrijke laag die zich over verschillende sleuven spreidde gevonden. Deze bevatte grote aantallen Romeins bouwmateriaal en Doornikse kalksteen. Ze zijn ongetwijfeld afkomstig van de Romeinse baanpost, hogerop aangetroffen op Kerkhove-Kouter.
Een andere structuur werd opgegraven, maar kon slechts gedeeltelijk worden blootgelegd. Het betrof een fundering uit grote brokken Doornikse kalksteen, waarop een structuur van goed gefabriceerde, rechtopstaande mortelplaten zich bevond. Geen artefacten werden aangetroffen. Boven de fundering van Doornikse kalksteen lag een mortellaag. In de nabijheid van deze structuur werd een Romeinse munt (as) aangetroffen, waardoor de structuur mogelijk niet jonger dan begin tweede eeuw gedateerd kan worden. Een waarschijnlijke hypothese is dat deze structuur een visbassin was. Dit omwille van de ligging, in de buurt van de geulen en de 'havenkom' aan de onderkant van de kouter waarop de Romeinse baanpost lag. Dit werpt een zicht op de lokale Gallo-Romeinse artisanale activiteiten. In relatie tot de bouwfases van de site Kerkhove-Kouter kan het in relatie staan tot de daar gedefinieerde tweede bouwfase.
Verder werden vele andere metalen objecten uit de modernere tijden in een zeer problematische staat aangetroffen. Een riemtong was wel nog degelijk bewaard.